# Кадольцбург
Кадольцбург (нім. Cadolzburg) — сільська громада в Німеччині, розташована в землі Баварія. Підпорядковується адміністративному округу Середня Франконія. Входить до складу району Фюрт.
Площа — 45,44 км2. Населення становить 11 257 ос. (станом на 31 грудня 2020).